# Hällklimpen
Hällklimpen is een eiland annex zandbank behorend tot de Lule-archipel. De Lule-archipel ligt in het noorden van de Botnische Golf en hoort bij Zweden. Hällklimpen ligt 1,5 kilometer ten zuidwesten van Båtön, heeft geen oeververbinding en is onbebouwd.